# Harry Decheiver
Harry Decheiver (Deventer, 8 maart 1970) is een Nederlands voormalig voetballer. Zijn positie in het veld was in de spits.

## Clubcarrière
Decheiver speelde in zijn loopbaan voor Go Ahead Eagles (1986–1990), sc Heerenveen (1990/91), RKC (1991-94), wederom Go Ahead Eagles (1995/96), SC Freiburg (1996/97), FC Utrecht (1997), Borussia Dortmund (1997–99) en SV Helios (vanaf 2000). In totaal maakte hij 105 doelpunten in 271 wedstrijden.
Met Dortmund won hij in 1997 de wereldbeker voor clubteams. Naast Decheiver zijn er dertien Nederlanders die deze prijs, of de opvolger hiervan, in buitenlandse dienst wonnen: Frank Rijkaard, Marco van Basten, Ruud Gullit, Jaap Stam, Raimond van der Gouw, Clarence Seedorf, Edwin van der Sar, Ibrahim Afellay, Wesley Sneijder, Arjen Robben, Virgil van Dijk, Georginio Wijnaldum en Nathan Aké.

## Trainerscarrière
Vanaf het seizoen 2005/06 ging Decheiver aan de slag als hoofdtrainer bij amateurverenigingen. In het seizoen 2014/15 werd hij werkzaam als trainer van de A-jeugd bij zijn voormalige club Go Ahead Eagles. Van 10 januari 2016 tot 25 maart 2017 was Decheiver ook assistent-coach van het eerste elftal van Go Ahead Eagles. Hij verving Scott Calderwood. Decheiver trad op 22 januari 2017 voor het eerst op als hoofdcoach van een betaaldvoetbalclub, doordat hoofdtrainer Hans de Koning door een schorsing op de tribune zat. Hij hield Excelsior op een gelijkspel in Rotterdam. In het seizoen 2017/18 werkte hij als assistent van Henk ten Cate bij Al-Jazira in de Verenigde Arabische Emiraten.

## Erelijst
| Intercontinental Cup | 1x | 1997 |